# Małgorzata Niemczyk
Małgorzata Barbara Niemczyk est une ancienne joueuse de volley-ball polonaise née le 25 octobre 1969 à Łódź. Elle mesure 1,78 m et jouait au poste de réceptionneuse-attaquante. Elle a totalisé 244 sélections en équipe de Pologne. 

## Biographie
Małgorzata Niemczyk est la fille de Barbara Hermela-Niemczyk (médaillée de bronze aux Jeux olympiques de 1968) et de Andrzej Niemczyk, entraineur national (Allemagne, puis Pologne). Elle est, depuis sa retraite sportive, entraîneuse du Budowlani Łódź. Elle est élue membre de la Plate-forme civique de Łódź.

## Clubs
| Club                | De        | À         |
| ------------------- | --------- | --------- |
| PSPS Chemik Police  | 1992-1993 | 1994-1995 |
| SSK Calisia Kalisz  | 1995-1996 | 1998-1999 |
| PTPS Piła           | 1999-2000 | 1999-2000 |
| Romanelli Volley    | 2000-2001 | 2000-2001 |
| AZS AWF Poznań      | 2001-2002 | 2002-2003 |
| Türk Telekom Ankara | 2003-2004 | 2003-2004 |
| Santeramo Sport     | 2004-2005 | 2004-2005 |
| Toulitsa Toula      | 2005-2006 | 2005-2006 |
| Gedania Gdańsk      | 2006-2007 | 2006-2007 |
| Budowlani Łódź      | 2007-2008 | 2009-2010 |

## Palmarès

### Équipe nationale
- Championnat d'Europe
  - Vainqueur : 2003.

### Clubs
- Championnat de Pologne
  - Vainqueur : 1994, 1995, 1997, 1998, 2000.
  - Finaliste : 1999, 2003.
- Coupe de Pologne
  - Vainqueur : 1993, 1994, 1995, 1998, 1999, 2000, 2010.
  - Finaliste : 1996.